# Leprea lapidaria
Leprea lapidaria är en ringmaskart. Leprea lapidaria ingår i släktet Leprea och familjen Terebellidae. Utöver nominatformen finns också underarten L. l. juanensis.